# Achtubinský rajón
Achtubinský rajón (rusky: Ахтубинский район) je administrativní jednotka (rajón) a komunální útvar na severovýchodě Astrachaňské oblasti Ruska.
Administrativním centrem je město Achtubinsk.

## Geografie
Rajón se nachází v severovýchodní části Astrachaňské oblasti. Toto území je polopouštní a rozprostírá se podél levého břehu řeky Volhy. Rozloha rajónu je 7 810 km² a je největším rajónem oblasti.
Na východě hraničí s Kazachstánem, na západě s Černojarským rajónem, na jihovýchodě s Charabalinským rajónem, na jihu s Jenotajevským rajónem a na severu s Volgogradskou oblastí.
Rajón se vyznačuje monotónní plochou rovinou s talířovitými prohlubněmi. Rovnost plochy narušují pouze koryta prastarých potoků a jednotlivé kupolovité výšiny tzv. solné dómy. Nejvyšším bodem je hora Velké Bogdo. V údolích řek Volhy a Achtuby se táhnou hluboké ale krátké rokle.
Na území rajónu se nachází Bogdinsko-Baskunčakská přírodní rezervace.

## Historie
Dne 12. září 1927 byl v Astrachaňské gubernii zřízen Všeruským ústředním výkonným výborem Vladimirovský rajón se sídlem v obci (selo) Vladimirovka.
Dne 12. července 1928 byly určeny hranice rajónu v rámci Astrachaňského okruhu z území:
- bývalého Vladimirovského rajónu Astrachaňské gubernie
- z Rožděstvenského, Novo-Nikolajevského a Bolchunského selsovětu Bolchunského rajónu
- z Žitkurské a Kapustino-Jarské volosti

Dne 30. července 1930 byl Astrachaňský okruh jako většina okruhů v SSSR zrušen a jeho území přešlo pod správu Nižně-Volžského kraje.
Dne 10. ledna 1934 se rajón stal součástí Stalingradského kraje a 21. ledna 1937 Stalingradské oblasti.
Dne 16. července 1937 došlo k obnovení Astrachaňského okruhu v rámci Stalingradské oblasti a Vladimirovský rajón byl také jeho součástí.
Dne 27. prosince 1943 se rajón stal součástí nově vzniklé Astrachaňské oblasti a 25. května 1944 byla část území rajónu převedena do Kapustinojarského rajónu. V dubnu 1956 byl Kapustinojarský rajónu zrušen a území přešlo zpět do Vladimirovského rajónu.
Výnosem prezídia Nejvyššího sovětu Sovětského svazu z 18. prosince 1959 došlo ke sjednocení obce Vladimirovka, pracovní osady Petropavlovskij a stanice Achtuba, a tím vzniklo město Achtubinsk. Dne 21. února 1975 se Achtubinsk stal centrem přejmenovaného Vladimirovského rajónu.

## Administrativní dělení
V rámci rajónu se nachází jedno město rajónového významu, dvě sídla městského typu a 12 selsovětů:
- město Achtubinsk
- sídlo Věrchnij Baskunčak
- sídlo Nižnij Baskunčak
- selo Batajevka
- selo Bolchuny
- selo Zolotucha
- selo Kapustin Jar
- selo Novo-Nikolajevka
- selo Pirogovka
- selo Pokrovka
- selo Pologoje Zajmišče
- selo Sadovoje
- selo Sokrutovka
- selo Udačnoje
- selo Uspenka

## Ekonomika
V rajónu je více než 30 průmyslových podniků, 16 zemědělských podniků a 206 rolnických hospodářství.
- 81,1 % potravinářský průmysl
- 6,7 % strojírenství
- 11,1 % stavební průmysl